# Der Tod Jesu (Graun)

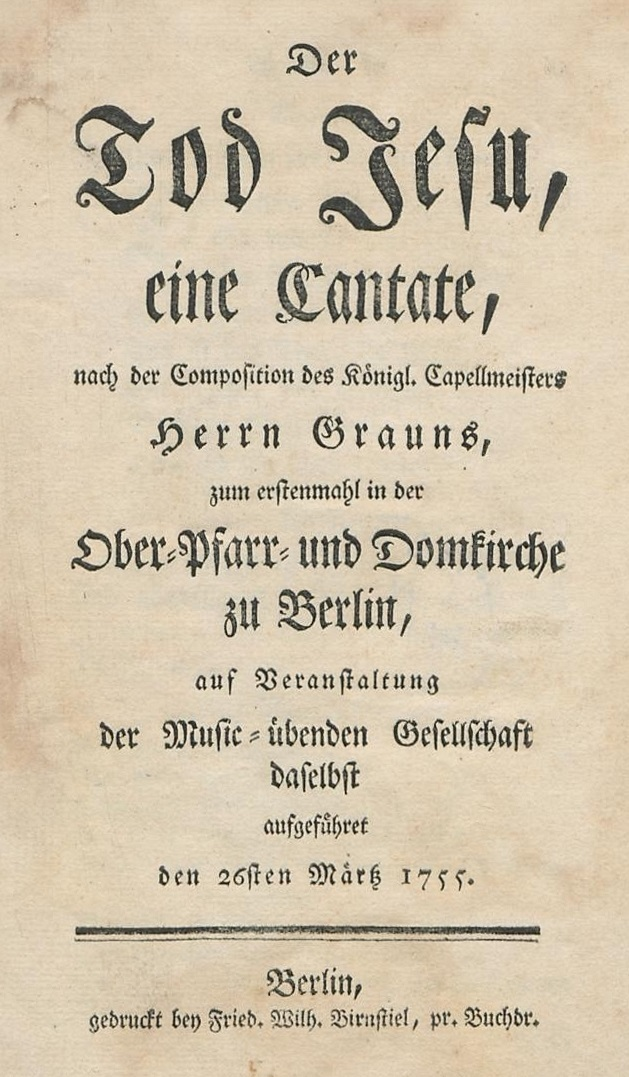
Der Tod Jesu, Titelseite des Textdrucks zur Uraufführung 1755

Der Tod Jesu ist ein Passionsoratorium (auch Passionskantate genannt) von Carl Heinrich Graun (1704–1759) nach einem Libretto von Karl Wilhelm Ramler (1725–1798). Es zählte im 18. und 19. Jahrhundert zu den populärsten Passionsoratorien und war nach seiner Uraufführung im Jahre 1755 die meistaufgeführte evangelische Passionsmusik in Deutschland.

## Geschichte
Der Text gilt als ein Werk der Epoche der Empfindsamkeit in der Zeit der Aufklärung und wurde von Ramler im Auftrag der Prinzessin Anna Amalia von Preußen (1723–1787), der Schwester des Königs Friedrich II. (1712–1786), geschaffen.
Ramler hatte einen Zyklus von drei Oratorientexten geschrieben: Die Hirten bei der Krippe zu Bethlehem, Der Tod Jesu, Die Auferstehung und Himmelfahrt.
Der „Königlich Preußische Capellmeister“ Carl Heinrich Graun vertonte das Libretto 1754/55 (GraunWV B:VII:2).
Die Uraufführung des Oratoriums fand am 26. März 1755 in der Oberpfarr- und Domkirche zu Berlin statt. Danach wurde es während der zweiten Hälfte des 18. Jahrhunderts jährlich in vielen deutschen Städten (z. B. stets am Karfreitag in Berlin von der Sing-Akademie zu Berlin), aber auch im Ausland aufgeführt.
Obwohl das Libretto für den Komponisten Graun gedacht war, erhielt auch Georg Philipp Telemann eine Kopie des Textes und komponierte ein eigenes Oratorium (TWV 5: 6). Die Uraufführung dieses Werkes erfolgte im März 1755 in Hamburg, bevor das Werk von Graun in Berlin nur eine Woche später aufgeführt wurde.  Ramler überarbeitete seinen Text im Jahre 1760.
Der Text stellt keine vollständige Nacherzählung der Passion Christi dar und zitiert auch keine Bibeltexte. Die theologische Auslegung des Textes entspricht der neuen Theologie der Aufklärung (der sogenannten Neologie) des preußischen Hofpredigers August Friedrich Sack (1703–1786). Die Passionsgeschichte wird kommentierend interpretiert und es werden emotionale Höhepunkte und Aspekte der Passion präsentiert, so dass das Werk den Zeitgenossen als „empfindungsvolles lyrisches Oratorium“ galt.
Das Werk wurde erst im 19. Jahrhundert durch die Matthäus-Passion von Johann Sebastian Bach verdrängt und verschwand gegen Ende des Jahrhunderts aus den Konzertprogrammen. Für ungefähr hundert Jahre war das Werk weitgehend vergessen. Im 21. Jahrhundert wurde das Werk wiederentdeckt. Es entstanden einige Aufnahmen und das Werk wird wieder vereinzelt aufgeführt.

## Weitere Vertonungen
- Georg Philipp Telemann (1681–1767): Oratorium (TWV 5:6), Hamburg, 1755
- Adolf Friedrich Hesse (1809–1863) komponierte eine Orgeleinführung op. 84 zum Oratorium von Graun.
- Johann Christoph Friedrich Bach (1732–1795): Kantate von 1769 (BR D 2 / Wf XIV:1), die auf Ramlers revidierter Fassung von 1760 basiert.
- Joseph Martin Kraus (1756–1792) vertonte ein eigenes Libretto (1776) im Stil des Sturm und Drang.

## Kompositionsstil
Im Gegensatz zu Bachs Passionen findet man bei Graun keine Dialoge und auch keine einzelnen Personen der Handlung. Er betraut den Tenorsolisten nicht mit der Rolle des Erzählers oder Evangelisten und den Bass nicht mit der Vox Christi. Die Musik ist spätbarock im italienisch-galanten Stil geschrieben und enthält nur kleine kontrapunktische Ansätze (vor allem im Duett Nr. 17) und fugenartige Sätze (Chor-Doppel-Fuge Nr. 14). Die Solisten wechseln sich ab oder singen gemeinsam im Duett, um eine Episode aus der Passionsgeschichte in einem Rezitativ frei zu erzählen. Dann schließt sich in einer Arie eine poetische Reflexion über dieses Ereignis an und danach gibt der Chor eine Antwort, die von einem Choral gekrönt wird, den die gesamte Gemeinde im Gottesdienst mitsingen kann. Die Choräle schrieb Carl Heinrich Graun im schlichten vierstimmigen  homophonen Satz. Der von der italienischen Oper beeinflusste Komponist gibt der Melodie und der Stimme weiten Raum, wobei er sich einer  harmonischen Sprache bedient. Alle Arien sind als „Da capo“ mit stilistischen Anleihen an seine Opernarien ausgeführt. Grauns Rezitative sind sehr ausdrucksvoll und gipfeln in der bewegten Einfachheit des Bass-Rezitativs Nr. 23 über den Tod Jesu: „Er ist nicht mehr!“. Der letzte Chor, der kräftig beginnt, geht am Ende in eine mystische Stille über.

## Gliederung

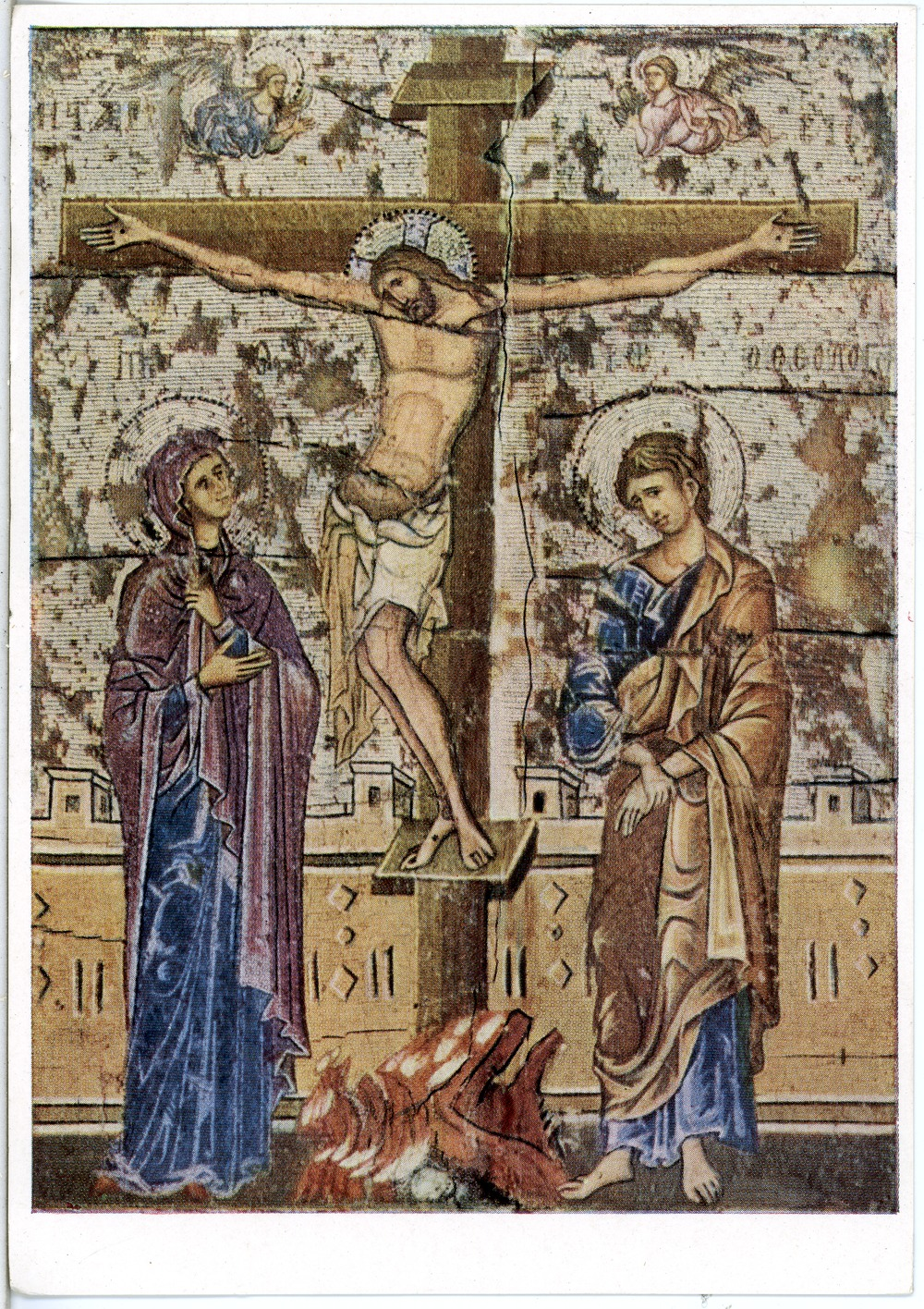
Der Tod Jesu – Christus am Kreuz – Staatliche Museen Preußischer Kulturbesitz Berlin

Das Passionsoratorium besteht aus 25 Sätzen:
1. Choral – Du, dessen Augen flossen
2. Chorus – Sein Odem ist schwach
3. Accompagnato-Rezitativ (Sopran) – Gethsemane! Gethsemane!
4. Arie (Sopran) – Du Held, auf den die Köcher
5. Choral – Wen hab’ ich sonst als dich allein
6. Rezitativ (Sopran) – Ach mein Immanuel!
7. Arie (Sopran) – Ein Gebet um neue Stärke
8. Rezitativ (Tenor) – Nun klingen Waffen
9. Arie (Tenor) – Ihr weichgeschaffnen Seelen
10. Chorus – Unsre Seele ist gebeuget
11. Choral – Ich will von meiner Missetat
12. Rezitativ (Bass) – Jerusalem, voll Mordlust
13. Arie (Bass) – So stehet ein Berg Gottes
14. Chorus – Christus hat uns ein Vorbild gelassen
15. Choral – Ich werde dir zu Ehren alles wagen
16. Rezitativ (Sopran) – Da steht der traurige, verhängnisvolle Pfahl
17. Duett (Soprane) – Feinde, die ihr mich betrübt
18. Rezitativ (Sopran) – Wer ist der Heilige, zum Muster uns verliehn
19. Arie (Sopran) – Singt dem göttlichen Propheten
20. Chorus – Freuet euch alle, ihr Frommen
21. Choral – Wie herrlich ist die neue Welt
22. Rezitativ (Bass) – Auf einmal fällt der aufgehaltne Schmerz
23. Accompagnato-Rezitativ (Bass) – Es steigen Seraphim
24. Choral (mit Bass solo) – Ihr Augen, weint!
25. Chorus – Hier liegen wir gerührte Sünder

## Aufnahmen
- Capella Savaria, Dirigent: Pál Németh. HM Quintana, HCD 32679, Neuauflage 2010
- La Petite Bande, Dirigent: Sigiswald Kuijken. Hyperion Records, JPC 5344370, 2003
- Das Kleine Konzert, Rheinische Kantorei, Dirigent: Hermann Max. CPO 2009
- L’arpa festante, Arcis-Vocalisten München, Dirigent: Thomas Gropper, Oehms Classics, OC 1809
- MDR-Sinfonieorchester, MDR-Rundfunkchor, Dirigent: Howard Arman,  Querstand, Verlagsgruppe Kamprad, VKJK 0412, 2005